# Núcleo TEMP
Festival brasileiro inspirado nos conceitos de Zonas Autonomas Temporárias, de Hakim Bey, surgido em meados de 2002 e desaparecido desde 2007. A TEMP, cuja sigla original significava "Temporary Electronic Musik Party" misturava arte, música extrema e ativismo cultural. O festival foi um dos primeiros na combinação de DJs e VJs.

## História
Em um primeiro momento o núcleo usava a definição do manifesto T.A.Z., do escritor e ativista Hakim Bey, que definiu as T.A.Z. (zonas autônomas temporárias, em português) como "realidades paralelas", existentes no mundo virtual e no real, que tornam possíveis insurreições psicológicas, políticas e de atitude.
Algumas edições aconteceram em quadras de escolas de samba, prédios abandonados e até clubes do circuito underground de música eletrônica e rock. Mesmo reunindo diversos artistas urbanos, DJs e VJs, a TEMP nunca se considerou um coletivo e sim um núcleo de articulação descentralizado. O núcleo foi responsável principalmente por levantar a bandeira de estilos musicais até então desconhecidos do grande público, como o digital hardcore e o breakcore.
De acordo com registros encontrados no jornal Folha de S.Paulo, o núcleo foi fundado e liderado pelo publicitário Bruno Tozzini e o produtor cultural Daniel Gonzalez. O símbolo usado em toda comunição durante seu período de existência, é de autoria do designer Nelson Provazi.